# 拉罗凯特
拉罗凯特（法語：La Roquette，法語發音：[la ʁɔkɛt]）是法国厄尔省的一个市镇，属于莱桑德利区。

## 地理
拉罗凯特（49°15'6"N, 1°20'40"E）面积5.9 平方千米，位于法国诺曼底大区厄尔省，该省份为法国北部内陆省份，北起滨海塞纳省，西接奧恩省和卡爾瓦多斯省，南至厄尔-卢瓦省，东临瓦兹省、瓦兹河谷省和伊夫林省。
与拉罗凯特接壤的市镇（或旧市镇、城区）包括：屈韦维尔、瓦特维尔附近多伯夫、厄克维尔、米伊、三湖镇。

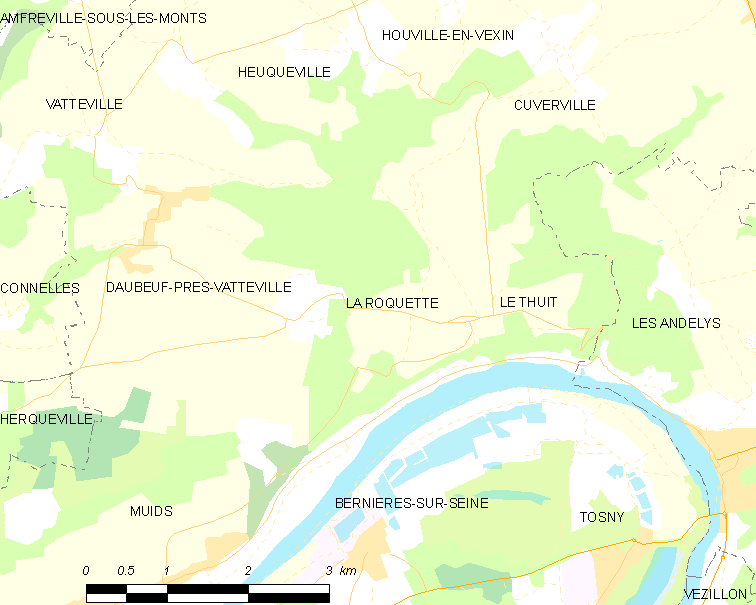
拉罗凯特的OSM定位图

拉罗凯特的时区为UTC+01:00、UTC+02:00（夏令时）。

## 行政
拉罗凯特的邮政编码为27700，INSEE市镇编码为27495。

## 政治
拉罗凯特所属的省级选区为莱桑德利县。

## 人口

1962-2008年间拉罗凯特人口变化图示

拉罗凯特于2022年1月1日时的人口数量为236人。